# High/Low
| Оценки критиков  | Оценки критиков |
| Источник         | Оценка          |
| ---------------- | --------------- |
| Allmusic         | ссылка          |
| Robert Christgau | ссылка          |
| Pitchfork Media  | 7.4/10 ссылка   |

High/Low — дебютный полноформатный студийный альбом группы Nada Surf, издан в 1996 году. Альбом получил большую известность из-за сингла «Popular».

## Список композиций
Все композиции написаны  Matthew Caws и Daniel Lorca.
1. «Deeper Well» — 3:55
2. «The Plan» — 4:31
3. «Popular» — 3:48
4. «Sleep» — 3:47
5. «Stalemate» — 3:38
6. «Treehouse» — 2:43
7. «Icebox» — 3:17
8. «Psychic Caramel» — 4:00
9. «Hollywood» — 2:20
10. «Zen Brain» — 4:28

## Участники группы
- Matthew Caws – гитара, вокал
- Daniel Lorca – бас
- Ira Elliot – барабаны

## Чарты
Альбом
| Год  | Чарт          | Позиция |
| ---- | ------------- | ------- |
| 1996 | Billboard 200 | 63      |

Синглы
| Год  | Композиция | Чарт                         | Позиция |
| ---- | ---------- | ---------------------------- | ------- |
| 1996 | «Popular»  | Billboard Modern Rock Tracks | 11      |